# L'Innocence des musulmans
Pour plus de détails, voir Fiche technique et Distribution.
Innocence of Muslims, que les médias ont traduit littéralement par L’Innocence des musulmans, est une vidéo anti-islam,,, américaine, qui aurait été produite en 2012 par Nakoula Basseley Nakoula, un copte égyptien résidant en Californie, sous le pseudonyme de « Sam Bacile ». Ce film politico-religieux aurait été produit, selon le réalisateur, dans le but de montrer les « hypocrisies » de l'islam en mettant en scène des passages de la vie de Mahomet.
Les bandes-annonces du film en version arabe, dénoncées pour blasphème envers Mahomet, ont été invoquées comme raison principale des manifestations et attentats anti-américains de septembre 2012, notamment les attaques du 11 septembre 2012 contre les missions diplomatiques américaines. L'une d'elles fut l'assaut contre l'ambassade des États-Unis en Égypte. D'autres, en Libye, ont eu pour cible principale le consulat des États-Unis à Benghazi et ont fait quatre morts, tous membres du personnel diplomatique américain, dont l'ambassadeur Christopher Stevens. Des attaques contre les ambassades d'Allemagne et du Royaume-Uni ont également eu lieu au Soudan.
Des doutes existent sur la réalité du montage de ce film, hors les 13 minutes de bande-annonce diffusées sur Internet, personne ne semblant l'avoir vu en intégralité. En outre, les acteurs semblaient ignorer que le film prévu avait un rapport avec Mahomet, le producteur leur ayant fourni un scénario totalement différent.

## Controverses sur la réalisation du film
Ni les studios américains, ni l'équipe de tournage, ni le personnel du Vine Theater de Los Angeles où le film aurait été diffusé dans son intégralité, n'ont vu le film.

### Production
Le 11 septembre 2012 soit 11 ans après les attentats du 11 septembre 2001, lors d'une conversation téléphonique avec Associated Press, un homme identifié comme « Sam Bacile » affirme que le film a été produit pour attirer l'attention sur ce qu'il appelle les « hypocrisies » de l'islam. L'homme déclare dans un autre entretien téléphonique que le film a été projeté dans son intégralité une seule fois, dans une salle de cinéma vide la plupart du temps, à Hollywood. Ce Sam Bacile a prétendu être un « promoteur immobilier israélo-américain », et avoir 52 ou 56 ans.
Selon NPR, la principale radio non commerciale des États-Unis, leurs recherches n'ont pas permis de trouver de traces d'une personne de ce nom. Aucune propriété, numéro de téléphone, permis de conduire ne sont enregistrés sous cette identité aux États-Unis. Les autorités israéliennes ont déclaré ne pas avoir de données attestant de l'existence d'un tel citoyen israélien.
Selon ABC News, Steve Klein, membre de « l’Église de Kaweah », se présentant comme « ayant contribué à la production », a déclaré que Bacile et autres bailleurs de fonds du film étaient des « réfugiés du Moyen-Orient ». Il a ajouté que « Bacile n'était pas israélien ni juif » et laissé entendre qu'il serait « un Arabe chrétien citoyen américain ». Trois organisations chrétiennes américaines, dont deux répertoriées comme « des groupes promouvant la haine » par le Southern Poverty Law Center et une autre militant pour les coptes égyptiens auraient « un lien avec la production ou la distribution finale du film ». Steve Klein, avait déclaré auparavant que le nom « Sam Bacile » est, en fait, un pseudonyme pour une quinzaine de chrétiens coptes et évangéliques de Syrie, de Turquie, du Pakistan et d'Égypte.
L'actrice Cindy Lee Garcia a déclaré que Bacile a prétendu être un magnat de l'immobilier israélien. Par la suite, il lui aurait dit qu'il était égyptien, elle rapporte l'avoir entendu parler en arabe avec d'autres hommes sur le plateau.
Le 12 septembre, les recherches afin d'identifier ceux qui sont derrière ce pamphlet ont conduit à un copte de Californie, Nakoula Basseley Nakoula, âgé de 55 ans, qui a reconnu « un rôle dans la gestion et la logistique de la production » et a déclaré à Associated Press qu'il était « directeur de la société qui a produit L'Innocence des musulmans ». Il a nié avoir réalisé le film et affirmé ne pas connaître Sam Bacile. Toutefois, son numéro de téléphone cellulaire est localisé près de Los Angeles à la même adresse que celle du cinéaste qui s'est identifié comme Sam Bacile. Il a aussi nié être Bacile. Durant son entretien avec un journaliste de cette agence de presse, il a présenté son permis de conduire pour prouver son identité « mais a gardé son pouce sur son deuxième prénom, Basseley ». D'autres vérifications faites par la suite indiquent d'autres liens entre Nakoula et le personnage Bacile. Le numéro de téléphone cellulaire de Bacile avait été donné à Associated Press par Morris Sadek, un activiste conservateur copte vivant aux États-Unis qui avait fait la promotion du film sur son site web.
En 2010, Nakoula Basseley Nakoula avait été reconnu coupable de fraude bancaire pour un montant de 800 000 dollars, et condamné à 21 mois de prison. La peine de prison initialement requise a été réduite après son engagement à collaborer avec la police fédérale américaine.
Selon ABC, il aurait produit le film avec son fils, âgé de 21 ans, Abanob Basseley. La production aurait coûté entre 50 000 et 60 000 dollars, financés par la famille égyptienne de son épouse.

### Tournage
L'International Business Times se demande « Tout cela est-il un canular ? » et note qu'il n'y a aucune preuve que la projection hollywoodienne du film ait eu lieu.
Des acteurs et des techniciens ont confirmé avoir participé au tournage d'un film sous la direction d'un homme se présentant comme Sam Bacile. Ils ont annoncé qu’ils « se dissociaient du contenu de la vidéo de 14 minutes » présentée comme bande annonce. L'actrice Cindy Lee Garcia, de Bakersfield (Californie), qui joue dans le film le rôle de la mère de la future épouse de Mahomet, a déclaré au site Gawker que le tournage a eu lieu durant l'été 2011 et que la bande son de la vidéo avait été « doublée pour faire dire aux membres de la distribution des choses qu’ils n’ont pas dites ». Elle a précisé « qu'il n’était d’ailleurs aucunement question du prophète Mahomet dans le scénario original, intitulé Desert Warriors »,. L'acteur de porno gay Tim Dax estime également avoir été piégé : « J'ai été auditionné pour un film intitulé Desert Storm censé parler des guerriers antiques. Je ne suis pas du tout islamophobe. »
Selon le site internet Gawker relayé par La Libre Belgique, le film aurait été réalisé par Alan Roberts, connu pour des petits budgets comme Karate Cop (1991). Il est aussi producteur de films érotiques, dont des adaptations de L'Amant de Lady Chatterley. Il travaille beaucoup en tant que monteur sur de petites productions. Mais Alan Roberts n'aurait réalisé qu'une première version du film, celle-ci n'étant pas islamophobe. La version finale aurait été retravaillée par le producteur. Du point de vue de la forme, on remarque que les personnages sont incrustés dans un décor de paysages désertiques, avec un réalisme assez médiocre.

### Projection
Selon la BBC, un film intitulé The Innocence of Bin Laden avait été projeté deux fois le 30 juin 2012 dans un petit cinéma indépendant, le Vine Theater, sur Hollywood Boulevard. Sa durée aurait été d'environ une heure et il n'aurait attiré « qu'une poignée de spectateurs aux deux séances », selon un témoin souhaitant rester anonyme. Il a ajouté que la personne qui avait organisé la projection était « un Égyptien vivant en Amérique », et que « deux agents de sécurité égyptiens avaient été embauchés pour la soirée ».
Selon le Los Angeles Times, L'Innocence des musulmans n'a été projeté qu'une seule fois, devant moins de dix spectateurs dans le Vine Theater, loué pour l'occasion.

## Analyse
Plusieurs analystes ont identifié dans le film une forme de trollage ou de provocation visant à nuire et à créer la polémique,. 
Il y aurait eu dans la réception du film par certains spectateurs non-américains, et notamment arabes, un malentendu culturel : aux États-Unis prévaut un respect intégral de la liberté d'expression qui impose de tolérer tous les discours même haineux  ; il est entendu que la meilleure réponse à ce type de provocations est l'indifférence, conformément à l'adage "Ne nourrissez pas le troll". Cependant, dans de nombreux pays hors États-Unis, les discours d'incitation à la haine sont réprimés par la loi ; aussi, la circulation libre d'oeuvres comme L'Innocence des musulmans y est interprétée comme la manifestation d'une solidarité des États-Unis avec ces messages haineux, voire d'un soutien étatique à de tels messages.

## Utilisations politiques
Terry Jones, un pasteur américain qui s'est rendu célèbre en brûlant des exemplaires du Coran, a fait la promotion de ce film. Il a prévu de montrer une bande-annonce de 13 minutes le 11 septembre dans son église de Gainesville (Floride). Il a déclaré que « c'est une production américaine dont l'intention n'est pas d'attaquer les musulmans mais de montrer l'idéologie destructive de l'islam » et « de plus, le film montre de manière satirique la vie de Mahomet ».
Morris Sadek, un Égyptien copte connu aux États-Unis pour ses positions anti-islam a fait la promotion de ces images qui montrent la répression à laquelle les coptes font face en Égypte sur son site Internet et devant des chaînes de télévision. Il a déclaré que « Les violences engendrées en Égypte sont une preuve supplémentaire de combien la religion et les gens sont violents en Égypte, et une preuve que le film ne montre que des faits réels ». Il a été accusé d'être « l'instigateur » de ces images[Par qui ?].
Le 2 juillet 2012, un extrait de 14 minutes du film, en anglais, est posté sur YouTube. En septembre, le film sous-titré en arabe attire l'attention de dirigeants musulmans, qui ont critiqué la description faite de Mahomet. D'après le Daily Telegraph, le film décrit Mahomet comme un défenseur de la pédophilie et un homosexuel, et le montre en train d'accomplir des actes sexuels.
Traduit en dialecte égyptien par des anonymes, une version en arabe a circulé sur Twitter[Quand ?], puis sur les chaînes d'information arabes, et égyptiennes en particulier qui ont diffusé des extraits du film et invité des personnalités musulmanes qui l'ont dénoncé.